# 遊音團
遊音團（日语：ゲ音団），意為「遊戲音樂家團體」，是以日本遊戲音樂相關工作者為成員的非營利團體，從2009年開始活耀，成員數超過100名，也有匿名成員加入。

## 作品
- GeOnDan Rare Tracks Ver 1.0（2010年8月14日）
- GeOnDan Rare Tracks 2（2010年12月31日）
- Twinkle Link～編曲＆重混〜（2011年8月12日）
- Super Rare Tracks The Land Of Rising Sun（2011年9月30日）
- GeOnDan RareTrax the LAST（2012年4月30日）

## 成員
- 竹之内裕治（日语：竹ノ内裕治）
- 菊田裕樹
- 山下絹代
- WASi303（日语：WASi303）
- 安井洋介
- 高橋コウタ（日语：高橋コウタ）
- 海田明里（日语：海田明里）
- ヨナオケイシ（日语：ヨナオケイシ）
- 小林秀聰（日语：小林秀聡）
- 渡部恭久（日语：渡部恭久）
- 小渕世子（日语：小渕世子）
- 梅本龍（日语：梅本竜）
- きだしゅんすけ（日语：きだしゅんすけ）
- 古川典裕（⇒ZUNTATA）
- 道下桃
- 山岡晃
- 福山光晴
- 光吉猛修（日语：光吉猛修）
- 細江慎治（日语：細江慎治）
- 中村隆之（日语：中村隆之）
- Akira Yamasaki
- 立石孝
- 谷口博史
- 葉山宏治（日语：葉山宏治）
- 並木學（日语：並木学）
- 山田一法（日语：山田一法）
- 大久保博（日语：大久保博 (作曲家)）
- 坂本英城（日语：坂本英城）
- 古川元亮（日语：古川元亮）
- DJサンドウ（日语：DJサンドウ）
- 佐宗綾子（日语：佐宗綾子）
- 伊藤賢治
- 山根美智留
- 廣野智章（日语：広野智章）
- 福井健一郎
- 星野康太（日语：星野康太）
- 齋藤司
- 土屋昇平（日语：土屋昇平）（⇒ZUNTATA）
- 井村絵里子
- 小塩広和（日语：小塩広和）
- 藤門太郎（日语：藤門太郎）
- 桐岡麻季（日语：桐岡麻季）
- 成毛美智子（日语：なるけみちこ）
- 柴田徹也（日语：柴田徹也）
- 青木佳乃（日语：青木佳乃）
- 内海秀明（英语：Hideaki Utsumi）
- 田中敬一（日语：田中敬一）
- 岩垂德行
- 大熊謙一（日语：大熊謙一）
- 弘田佳孝（日语：弘田佳孝）
- 高田雅史
- 林康
- 岡素世（日语：岡素世）
- 增子司（日语：増子司）
- 宮路一昭（日语：宮路一昭）
- 花岡拓也（日语：花岡拓也）
- 下村陽子
- 土屋憲一（日语：土屋憲一）
- 下田祐（日语：下田祐）
- 椎名豪
- 金子剛 (作曲家)
- 坂本昌一郎
- 石川勝久（⇒ZUNTATA）
- 小林啓樹（日语：小林啓樹）
- 小林早織（英语：Saori Kobayashi）
- 櫻庭統
- 仲野順也
- いとうけいすけ（日语：いとうけいすけ）
- 仁志田竜司
- Masaya Imoto
- 霜月遙
- MANYO（日语：MANYO）
- 藤後浩之（日语：藤後浩之）
- 上田雅美
- 西隆宏
- 亀岡夏海
- 土屋俊輔
- 庄司英德（日语：庄司英徳）
- 谷岡久美
- 佐藤天平（日语：佐藤天平）
- 稻森崇史
- 佐藤直之（日语：佐藤直之）
- 中京子
- 佐野信義（日语：佐野信義）
- 岡宮道生
- 荒川憲一（日语：荒川憲一 (作曲家）
- 内山修作（葡萄牙語：Shusaku Uchiyama）
- 中原龍太郎（日语：中原龍太郎）
- 中康洋
- 坂本慎一
- 相原隆行（日语：相原隆行）
- 柿埜嘉奈子
- 青木征洋
- 山谷理恵
- 井元ともこ
- Masakatsu Tamura
- 西村隆文
- 黒田英明
- 山田泰正（YAMADUB）
- 清田愛未（日语：清田愛未）
- 田邊裕詞（日语：田辺裕詞）
- 佐佐木宏人（日语：佐々木宏人）
- 川口博史（日语：川口博史）
- 桑原理一郎
- エミ・エヴァンス
- 畑亞貴[5]
- 光田康典[5]
- 黑田淳也[5]

## 外部連結
- 官方網站
- 遊音團Chanel - NICONICO Chanel （页面存档备份，存于）